# 乌审旗
烏審旗為中华人民共和国內蒙古自治區鄂爾多斯市下所轄一個旗，面積11688平方公里。旗人民政府政府駐地为嘎鲁图镇。

## 歷史
烏審旗位於黃土高原和鄂爾多斯高原交匯處，歷史上就是遊牧民族和陝北漢人交往的要衝。五胡十六国时期的夏國首都统万城就在其与陕西靖边县北红柳河一带交接的地方。唐朝置夏州，治所在旧统万城。五代十国时，今旗境南部的夏州由定难节度使统治，北部属契丹国。地後入西夏。元代为安西王忙哥剌地，置有蒙古4千户；其后人阿难答谋取帝位被杀，改为察罕脑儿宣慰司都元帅府。乌审源于元代的许兀慎； 明代汉籍亦译作“兀甚”、“偶甚”等；清代则译为“乌古新”、“卫新”、“乌审”等。“乌审”系蒙古语译音，意为“网套野兽的工具”。
明中后期，鄂尔多斯部入居河套。清顺治六年（1649年）以左翼速伯特、卫新二部置鄂尔多斯右翼前旗，隶伊克昭盟。后以“卫新”演化为“乌审”作旗名，清末到民国初年，随着放垦导致的矛盾激化，乌审旗爆发“独贵龙运动”，还曾推翻统治当地的封建蒙古王公。1936年2月，红军长征期间曾在此建立苏维埃政府。1949年中共建政後，按其俗称改名乌审旗。2001年随着撤盟改市，归属鄂尔多斯市。

## 環境
烏審旗為鄂爾多斯市著名的畜牧區，近年也發展農業。2000年後，耕田與畜牧生產量均有大量成長。另外，2005年，該旗發現80億噸以上的煤炭蘊藏量，正積極發展礦業。

## 行政区划
乌审旗下辖5个镇、1个苏木：
嘎鲁图镇、乌审召镇、图克镇、乌兰陶勒盖镇、无定河镇和苏力德苏木。

## 人口
根據第七次人口普查數據，截至2020年11月1日零時，烏審旗常住人口為158566人。
乌审旗境内的汉语方言主要属于晋语大包片。

## 交通
- 338国道过境。
- 浩吉铁路起点：浩勒报吉站